# Нуклеарна електрана Балаково
Балаково нуклеарна електрана (рус. Балаковская АЭС) налази се у граду Балаково, област Саратов, Русија, на око 900 километара југоисточно од Москве. У нуклеарној електрани се налази пет реактора, с тим што последњи, пети, реактор још није почео са комерцијалном производнњом електричне енергије. Власник и оператер реактора и нуклеарне електране је државна фирма Росенергоатом. Балаково је такође и партнер електране Библис.
| Број реактора         | Тип реактора  | Снага (сва 4 реактора) | Почетак изградње | Почетак рада реактора | Укупна електрична енергија за 2009. |
| --------------------- | ------------- | ---------------------- | ---------------- | --------------------- | ----------------------------------- |
| 4 (пети је надгледан) | ВВЕР-1000/320 | 4000 мегавата          | 1.12.1980.       | 23.5.1986.            | 31 млрд 299 киловат часова          |